# Marc de Pothuau
Marc Raoul Guilhem de Pothuau, né en 1970 en France, est un moine cistercien de l'abbaye d'Hauterive dont il devient le 60e Père-abbé en 2010.

## Sacerdoce
À l'âge de 22 ans, Marc de Pothuau ressent l'appel à la vie monastique alors qu'il réussit le concours d'entrée à Saint Cyr. Il déclare : 

« La prière est devenue un besoin. [...] Il fallait que je trouve un lieu où je pouvais apprendre à ne faire que ça. »

— Marc de Pothuau
 Aussi, il entre à l'abbaye d'Hauterive en 1995. Il y prononce ses premiers vœux monastiques en 1997. Sa formation spirituelle s'achève avec sa profession solennelle en 2000. Il entreprend alors des études de théologie à l'université de Fribourg, puis il est ordonné prêtre en 2007. Il est ensuite chargé de la formation des novices. En 2010, il est élu père-abbé par ses confrères,.
Cette élection est provoquée par le départ de son prédécesseur, Mauro-Giuseppe Lepori, élu comme Père-abbé général de l'ordre cistercien le 14 septembre 2010. Marc de Pothuau est le 60e abbé d'Hauterive. Sa devise abbatiale est « Jérusalem au sommet de ma joie » tirée du verset 6 du psaume 136(137).

## Publications
- Philippe Barbarin, Pierre-Marie Delfieux, Louis-Marie Billé, Marc de Pothuau et Régine Maire, Au souffle de l'esprit : Conférences de Carême de Lyon 2012, Lyon, Parole et Silence, coll. « Carême à Notre-Dame de Fourvière/Lyon », avril 2012, 160 p. (ISBN 978-2-88918-064-6, présentation en ligne)